# Norrlandet (syd Brändö, Åland)
Norrlandet är en ö i Åland (Finland). Den ligger i Skärgårdshavet och i kommunen Brändö i landskapet Åland, i den sydvästra delen av landet. Ön ligger omkring 61 kilometer öster om Mariehamn och omkring 220 kilometer väster om Helsingfors.
Öns area är 28,8 hektar och dess största längd är 1 kilometer i sydväst-nordöstlig riktning.